# Catedral de Linköping
Catedral de Linköping (em sueco: Linköpings domkyrka) é uma catedral luterana situada no centro da cidade de Linköping, na Suécia. É a segunda maior do país, a seguir à catedral de Uppsala. Sua torre principal tem 107 metros de altura. Começou a ser construída no século XII, tendo sofrido modificações até o XIX, e apresenta elementos dos estilos românico e gótico.